# Jusepe Leonardo
Jusepe Chavaciel Solimón (Calataiud, 20 de març de 1601 - Saragossa, c.1652) més conegut pel seu nom artístic Jusepe Leonardo, va ser un pintor aragonès establert a Madrid, que va tenir certa rellevància a la cort espanyola durant el regnat de Felip IV de Castella.

## Biografia
Nascut en el si d'una família d'origen francès, per la paterna, establerta a Calataiud durant almenys dues generacions. La família s'havia dedicat des del segle XVI a la fabricació d'armes, arcabussos i a la serralleria. De la poca documentació sobre els seus primers anys, es destil·la que va tenir una bona infantesa, sent l'únic fill i net, sense problemes econòmics fins a la mort de la seva mare, Juana de Solimón el 1611, quan Jusepe tenia només deu anys. El seu pare, Domingo Chavaciel, va decidir casar-se en segons núpcies tres mesos després, i l'any següent, la família emigra a Madrid, finançada per l'àvia de Leonardo, i s'instal·la, probablement, a casa d'un possible parent, Juan de Morales, un fabricant de pólvora.
A partir de 1616, després de la mort del seu pare, la seva tieta i la seva àvia, i apareix per primera vegada documentat com a pintor. A Madrid, va ser deixeble de Pedro de las Cuevas, a la casa del qual va viure i treballar entre 1616 i 1621, on va formar-se amb artistes com Antonio de Pereda, Juan Carreño de Miranda i Francisco Camilo. Durant aquest període deixarà de tenir relacions amb la part de la família fruit del segon matrimoni patern, i començarà a utilitzar el cognom Leonardo com a signatura, possiblement també per ocultar un origen jueu.
El 1621 s'independitza del seu mestre i es casa amb María de Cuéllar, vídua del pintor Francisco del Moral, que era vuit anys més gran que Leonardo i tenia una filla. Va establir-se al carrer de Huertas, via la zona de la qual hi residia gran part dels autors d'arts de l'època. Ben aviat va tenir relació amb la cort, si bé els seus inicis no van ser bons, gràcies a la fama aconseguida a través de treballs a parròquies i monestirs de Madrid i Toledo. El tractadista Jusepe Martínez informar que durant aquesta època va aprendre d'Eugenio Cajés.
El 1634, juntament amb altres artistes com Diego Velázquez, Francisco de Zurbarán i Vicente Carducho, rep l'encàrrec de realitzar la decoració del palau del Buen Retiro, per al qual Leonardo va realitzar dos quadres de batalles per al Salón de Reinos: la Presa de Brisach i La rendició de Juliers. També va col·laborar en la sèrie de quadres dels reis gots amb el d'Alaric.
La seva bona relació amb la cort, va fer que el 1638 demanés ser pintor del rei, a la mort de Cajés i Carducho, però aquesta li va ser denegada. Malgrat això, continuarà treballant a Madrid fins a 1648, moment en què alguns tractadistes coneguts seus afirmen que se li manifesta una malaltia mental, i es trasllada de nou a Aragó, internant-se a l'Hospital de Saragossa fins a la seva mort. El 1653, la seva esposa es declara vídua, però l'any de mort exacta de Leonardo és desconeguda.

## Estil
El seu estil era personal, colorista i amb una sensibilitat i distinció singulars. No obstant això no hi ha gaire producció coneguda, la majoria dels seus quadres més característics són al Museu del Prado.

## Galeria

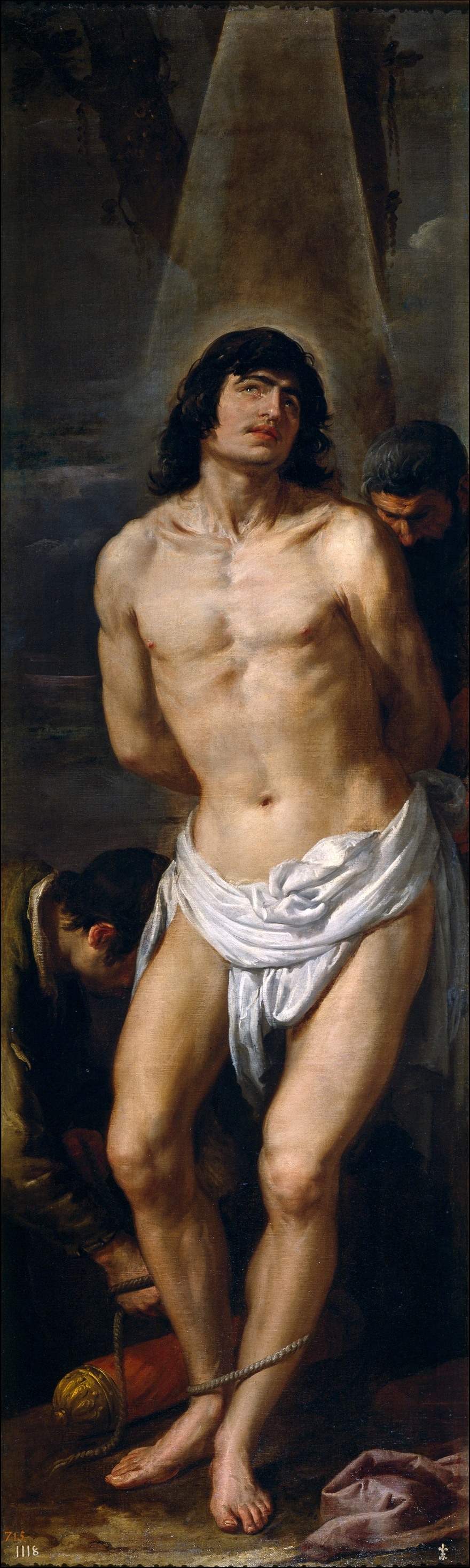
Sant Sebastià (1634-1640)
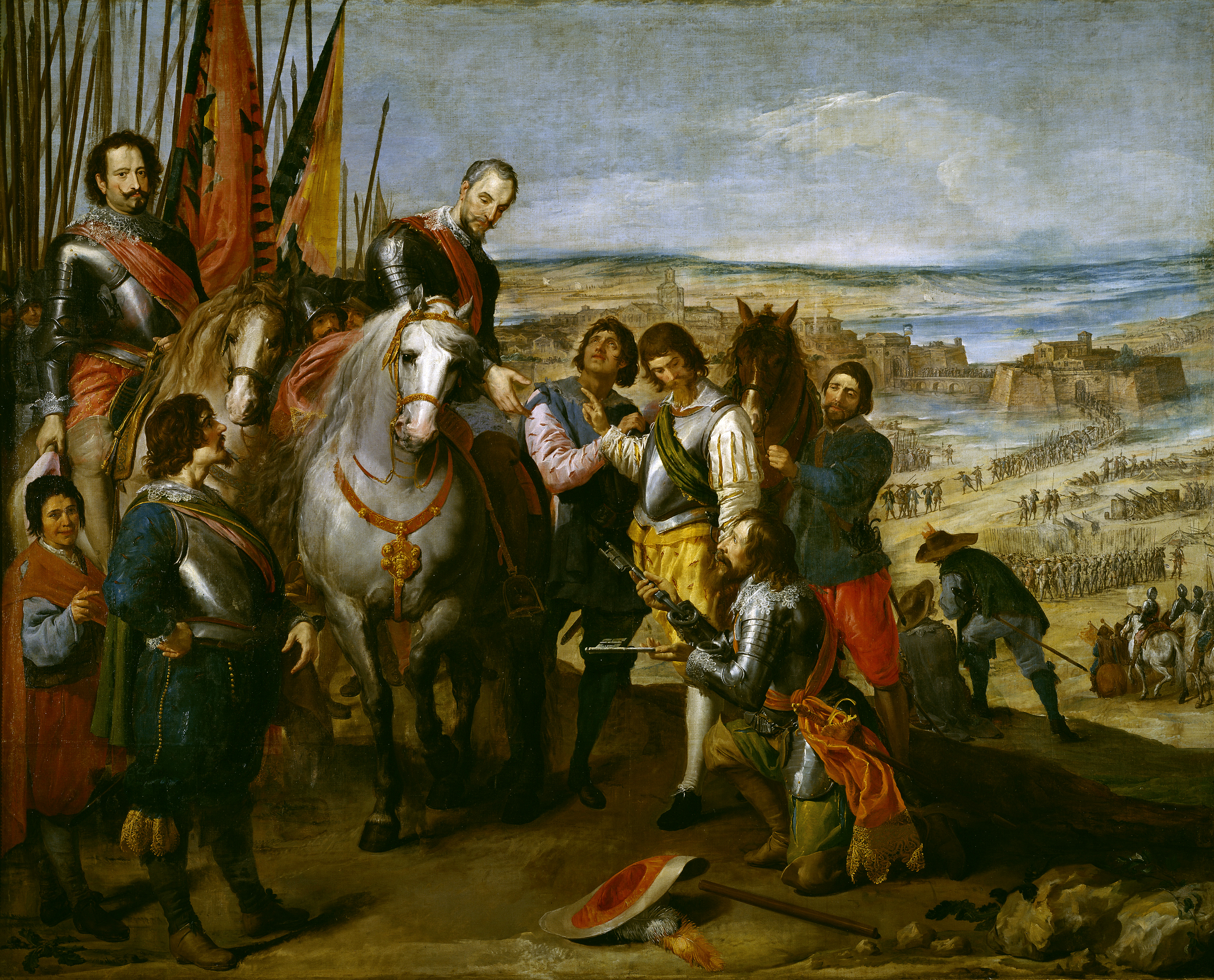
La rendició de Juliers (1635)
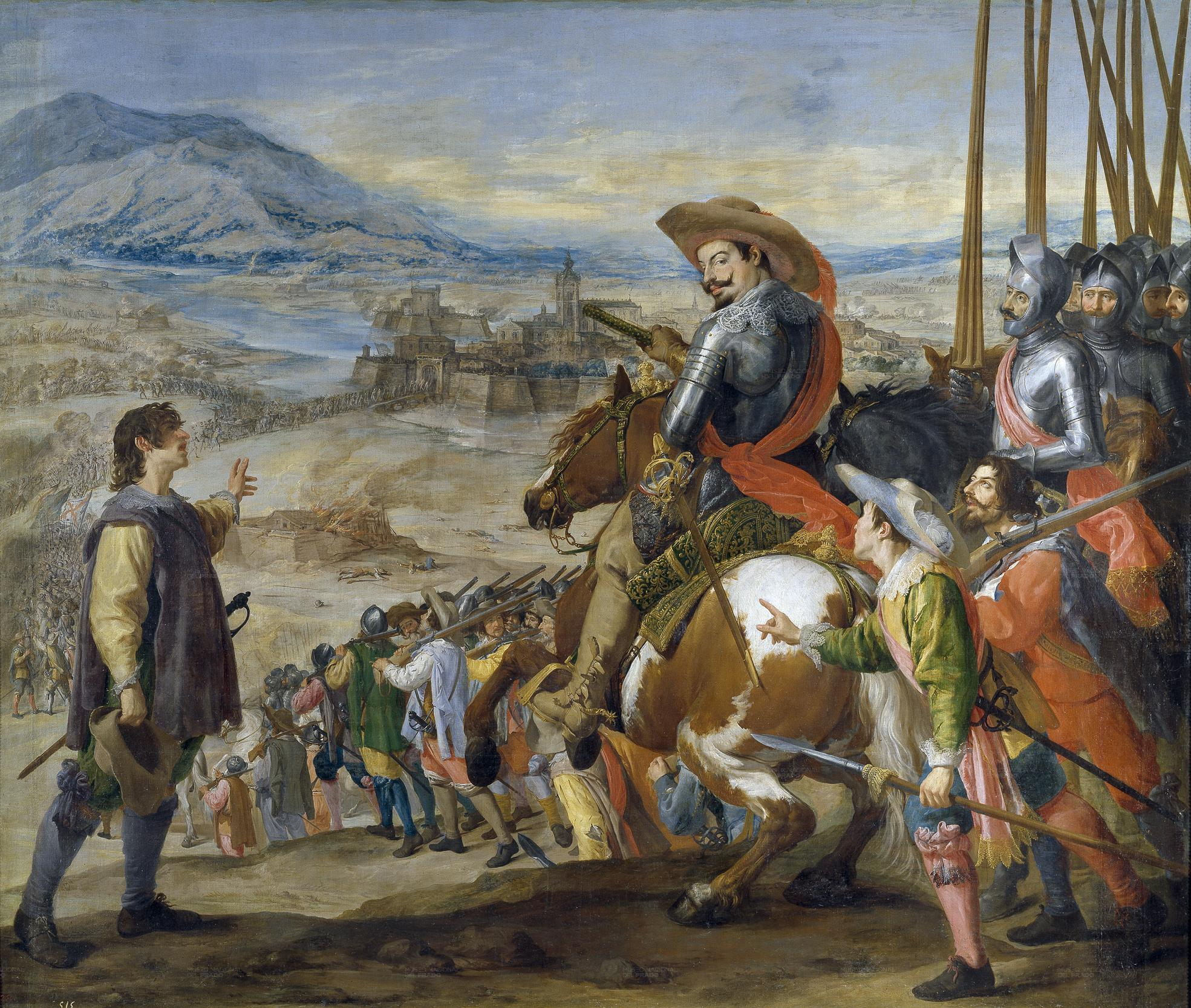
Presa de Brisach (1635)
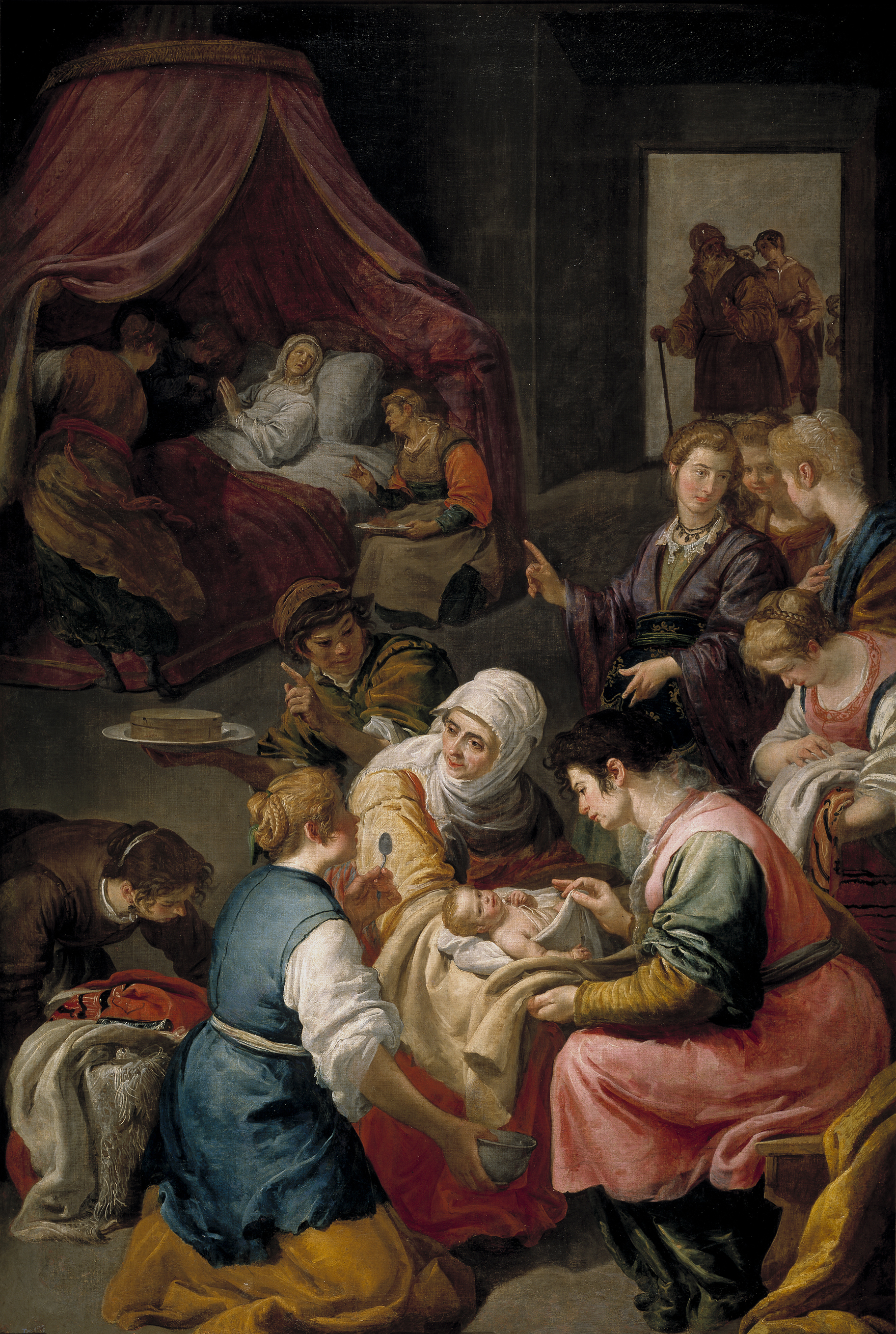
El naixement de la Verge (1642)
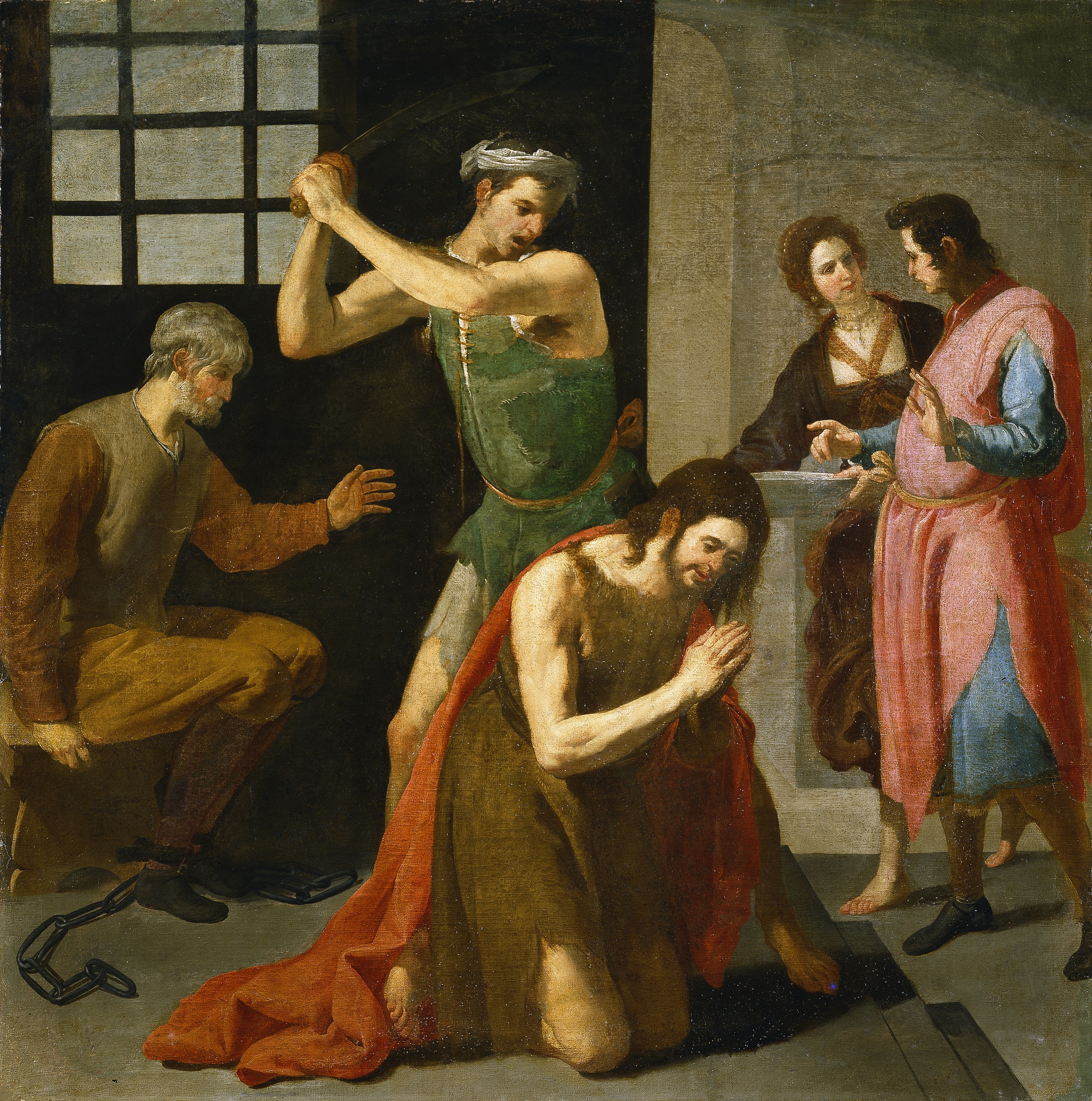
Degollació de sant Joan Baptista (1635-1639)
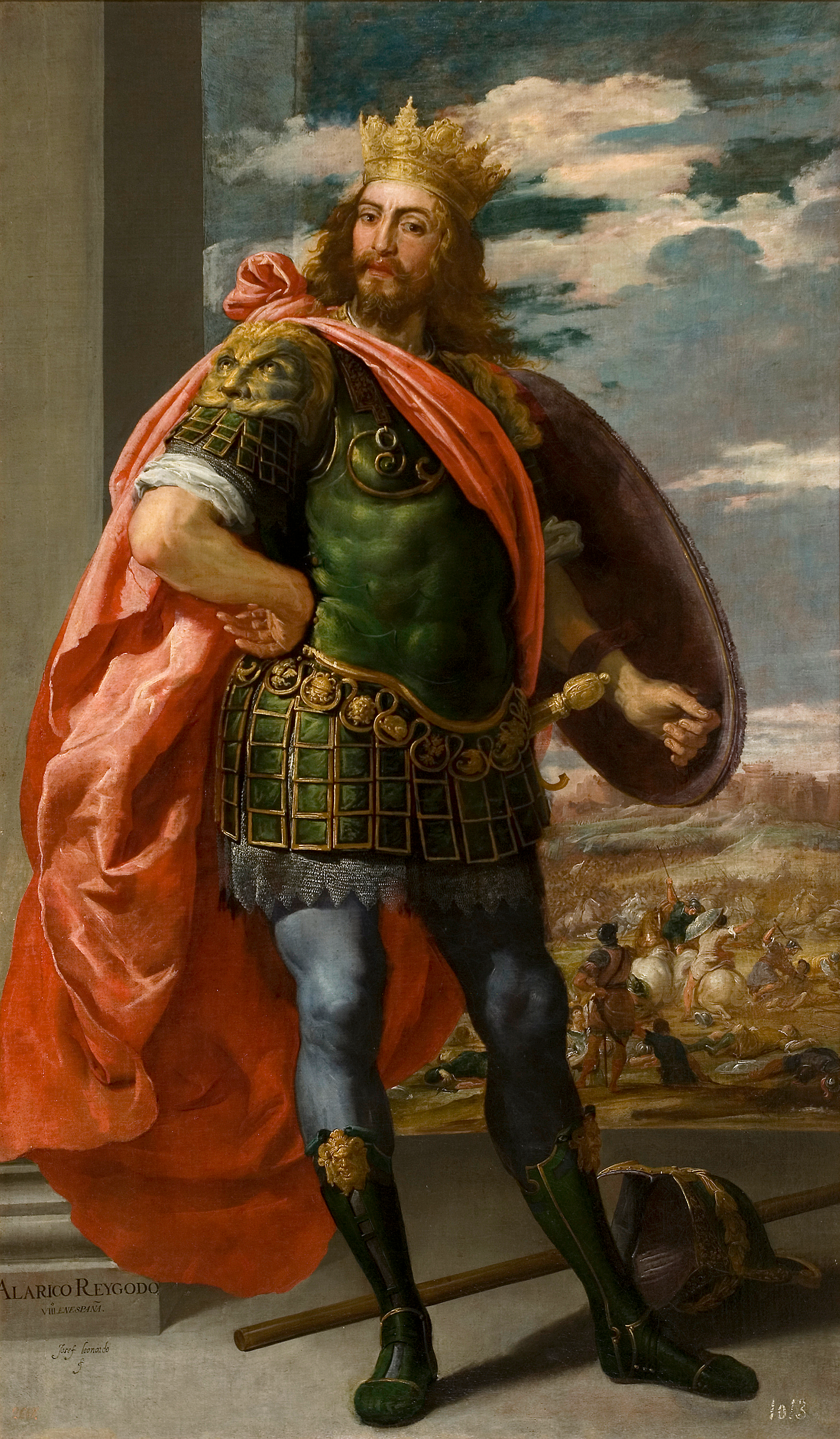
El rei got Alaric (1635)